# Тіптон (округ, Теннессі)
Шаблон:StateAbbr_ 35°29′ пн. ш. 89°46′ зх. д. / 35.49° пн. ш. 89.76° зх. д.
Округ  Тіптон (англ. Tipton County) — округ (графство) у штаті  Теннессі, США. Ідентифікатор округу 47167.

## Історія
Округ утворений 1823 року.

## Демографія
За даними перепису 2000 року загальне населення округу становило 51271 осіб, зокрема міського населення було 17368, а сільського — 33903. Серед мешканців округу чоловіків було 25250, а жінок — 26021. В окрузі було 18106 домогосподарств, 14173 родин, які мешкали в 19064 будинках. Середній розмір родини становив 3,17.
Віковий розподіл населення поданий у таблиці:
| Стать    | До 15 років | 15-21 | 22-29 | 30-39 | 40-49 | 50-65 | 65-85 | Понад 85 |
| -------- | ----------- | ----- | ----- | ----- | ----- | ----- | ----- | -------- |
| Чоловіки | 6355        | 2776  | 2396  | 3936  | 3994  | 3710  | 1913  | 170      |
| Жінки    | 6025        | 2476  | 2428  | 4201  | 4027  | 3868  | 2591  | 405      |

## Суміжні округи
- Лодердейл — північ
- Гейвуд — схід
- Файєтт — південний схід
- Шелбі — південь
- Кріттенден, Арканзас — південний захід
- Міссіссіппі, Арканзас — північний захід

## Виноски
1. ↑  U.S. Decennial Census. United States Census Bureau. Процитовано 14 квітня 2015.
2. ↑  Historical Census Browser. University of Virginia Library. Архів оригіналу за 11 серпня 2012. Процитовано 14 квітня 2015.
3. ↑  Forstall, Richard L., ред. (27 березня 1995). Population of Counties by Decennial Census: 1900 to 1990. United States Census Bureau. Процитовано 14 квітня 2015.
4. ↑  Census 2000 PHC-T-4. Ranking Tables for Counties: 1990 and 2000 (PDF). United States Census Bureau. 2 квітня 2001. Процитовано 14 квітня 2015.
5. ↑  State & County QuickFacts. United States Census Bureau. Архів оригіналу за 7 червня 2011. Процитовано 7 грудня 2013. [Архівовано 2011-06-07 у Wayback Machine.](англ.) Наведено за англійською вікіпедією.
6. ↑  American FactFinder. Бюро перепису населення США. Архів оригіналу за 26 лютого 2012. Процитовано 31 січня 2008. [Архівовано 2008-05-21 у Wayback Machine.]

| США | Це незавершена стаття з географії США. Ви можете допомогти проєкту, виправивши або дописавши її. |